# Солтан (озеро)
Солтан (каз. Сұлтан) — озеро в Тимирязевском районе Северо-Казахстанской области Казахстана. Находится в 39 км к юго-западу от села Дмитриевка. На юге села Комсомольское (Тимирязевский район).
По данным топографической съёмки 1940-х годов, площадь поверхности озера составляет 3,25 км². Наибольшая длина озера — 4,3 км, наибольшая ширина — 1 км. Длина береговой линии составляет 11,9 км, развитие береговой линии — 1,84. Озеро расположено на высоте 165 м над уровнем моря.
По данным обследования 1957 года, площадь поверхности озера составляет 2,9 км². Максимальная глубина — 1,1 м, объём водной массы — 1,2 млн. м³, общая площадь водосбора — 33,5 км².